# 联邦贸易委员会大楼
联邦贸易委员会大楼（英語：Federal Trade Commission Building）为美国联邦贸易委员会总部，位于华盛顿哥伦比亚特区西北区宾夕法尼亚大道600号，1937年罗斯福总统为其奠基，次年建成。
该建筑位于联邦三角东端，宾夕法尼亚大道、宪法大道和7街的三角地块，最初称为顶点大厦（Apex Building）。该建筑为古典复兴风格，一端有半圆形柱廊，建筑师是爱德华·H·贝内特、帕森斯和弗罗斯特。该建筑被列入国家史迹名录。

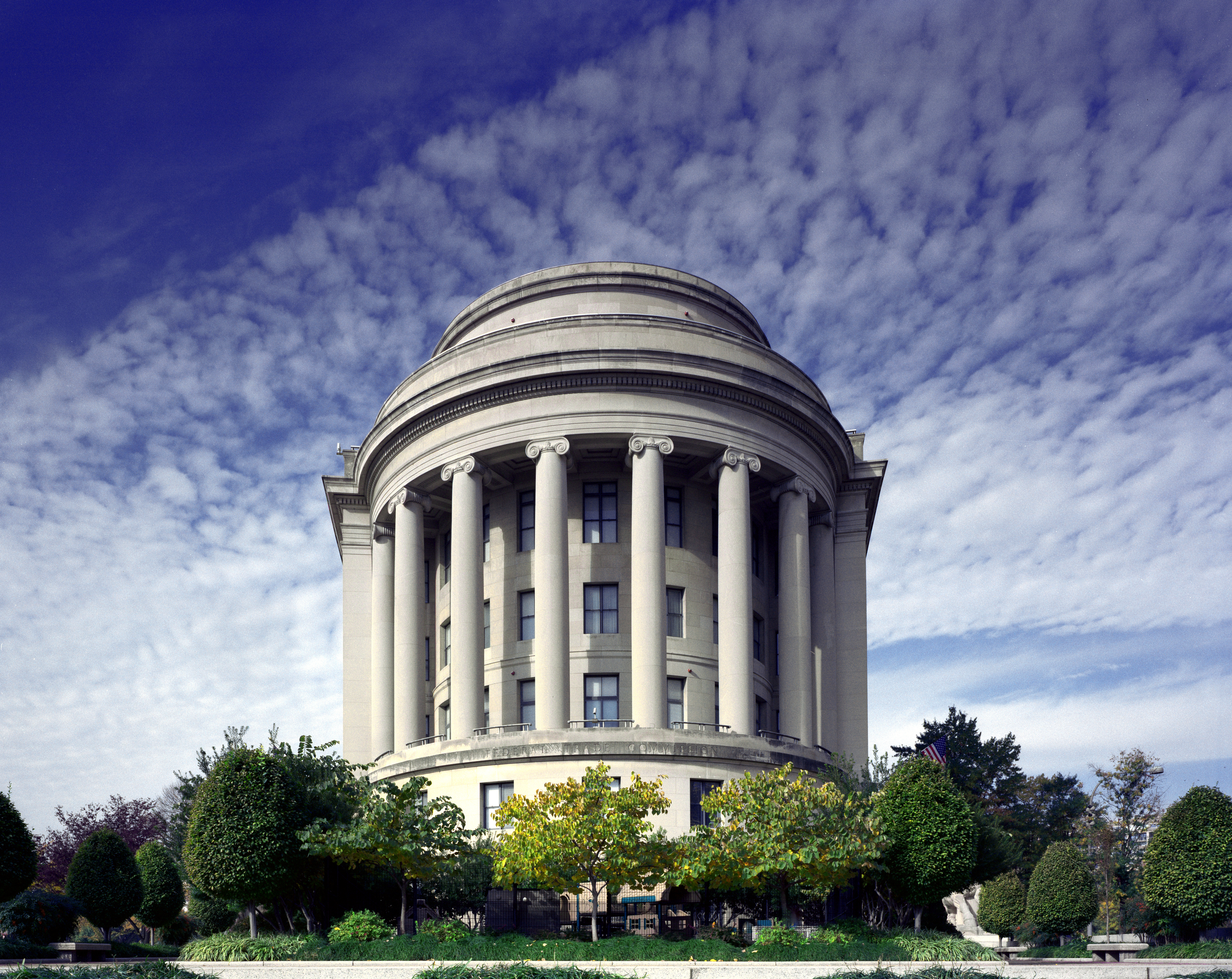